# 片桐正博
片桐 正博（かたぎり まさひろ、1950年6月24日 - ）は、日本の地方公務員。愛知県副知事や、名古屋競馬代表取締役社長等を歴任した。

## 人物・経歴
愛知県北設楽郡稲武町（現豊田市）出身。名古屋大学法学部卒業後、1975年愛知県入庁。2004年総務部市町村課長。総務部総務課長を経て、2007年地域振興次長。2009年地域振興部長。2010年から副知事を務め、中部国際空港2本目滑走路構想にあたるなどした。2014年副知事任期満了退任、名古屋競馬株式会社代表取締役社長。2015年学校法人同朋学園理事。2018年学校法人名古屋学院大学理事、株式会社ウッドフレンズ取締役。⼀般財団法⼈ペガサス財団理事⻑、一般財団法人中部圏地域創造ファンド評議員、豊田市とよた森づくり委員会委員等も歴任した。2021年、瑞宝中綬章受章。